# Rohatyn (stacja kolejowa)
Rohatyn (ukr. Рогатин, ros. Рогатин) – stacja kolejowa w miejscowości Rohatyn, w rejonie iwanofrankiwskim, w obwodzie iwanofrankiwskim, na Ukrainie. Położona jest na linii Tarnopol – Stryj.
Stacja istniała przed II wojną światową